# Les Dictées

Les Dictées sont un recueil de 21 dictées autobiographiques de Georges Simenon.

## Résumé
En renonçant à écrire des romans, Simenon décide de ne plus « se mettre instinctivement dans la peau des autres, [mais] dans la [s]ienne, peut-être pour la première fois depuis cinquante ans » [Simenon, in Un homme comme un autre].

## Analyse critique
Ces Dictées sont décrites comme « une autobiographie sentimentale », certes à lire, mais où l'auteur essaie sans cesse de se justifier et dans laquelle il accumule une multitude de détails parfois consternants ou pitoyables.

## Liste des 21 dictées
- Un homme comme un autre (I)
- Des traces de pas (II)
- Les Petits Hommes (III)
- Vent du Nord, vent du Sud (IV)
- Un banc au soleil (V)
- De la cave au grenier (VI)
- À l'abri de notre arbre (VII)
- Tant que je suis vivant (VIII)
- Vacances obligatoires (IX)
- La Main dans la main (X)
- Au-delà de ma porte-fenêtre (XI)
- Je suis resté un enfant de chœur (XII)
- À quoi bon jurer ? (XIII)
- Point-virgule (XIV)
- Le Prix d'un homme (XV)
- On dit que j'ai soixante-quinze ans (XVI)
- Quand vient le froid (XVII)
- Les Libertés qu'il nous reste (XVIII)
- La Femme endormie (XIX)
- Jour et Nuit (XX)
- Destinées (XXI)